# Canton de Bozouls
Le canton de Bozouls est une ancienne division administrative française située dans le département de l'Aveyron et la région Midi-Pyrénées.

## Géographie
Ce canton était organisé autour de Bozouls dans l'arrondissement de Rodez. Son altitude variait de 320 m (Rodelle) à 886 m (Montrozier) pour une altitude moyenne de 562 m.

## Représentation

### Conseillers généraux de 1833 à 2015
| Période | Période      | Identité                            | Étiquette            | Qualité                                                                                                   |
| ------- | ------------ | ----------------------------------- | -------------------- | --- |
| 1833    | 1839         | Zéphirin Passelac fils              |                      | Maire de Bozouls                                                                                          |
| 1839    | 1845         | Héraclide Albenque                  | Constitutionnel      | Avoué à Espalion, conseiller d'arrondissement                                                             |
| 1845    | 1848 (décès) | Antoine Benoît Jalabert (1790-1848) |                      | Juge de Paix à Bozouls Élu au bénéfice de l'âge                                                           |
| 1848    | 1865         | François Foulquier                  |                      | Juge de Paix et propriétaire à Bozouls                                                                    |
| 1865    | 1888 (décès) | Adolphe Jausions                    | Droite monarchiste   | Médecin Maire de Salles-la-Source                                                                         |
| 1888    | 1911 (décès) | Émile Monsservin                    | Républicain clérical | Magistrat - Sénateur (1892-1911)                                                                          |
| 1911    | 1917 (décès) | Germain Puech (1857-1917)           | RG                   | Médecin à Rodez                                                                                           |
| 1917    | 1940         | Louis Puech (frère du précédent)    | AD-RG                | Avocat Député de la Seine (1898-1932) Ancien Ministre (1910-1911)                                         |
|         |              |                                     |                      | |
| 1943    | 1945         | Joseph Boubal                       |                      | Propriétaire cultivateur à Zénières Adjoint au maire de Montrozier Nommé conseiller départemental en 1943 |
|         |              |                                     |                      | |
| 1945    | 1967         | Abbé Albert Rieucau (1912-1997)     | MRP puis CD          | Chanoine, aumônier de l'hôpital psychiatrique et des prisons, Crespiac, Bozouls                           |
| 1967    | 1979         | Etienne Bastide                     | DVD                  | Inspecteur général EDF Maire de Rodelle                                                                   |
| 1979    | 1998         | André Baudon (1921-2006)            | UDF                  | Négociant de matériel agricole Maire de Bozouls                                                           |
| 1998    | 2015         | Jean-Michel Lalle                   | RPR puis UMP         | Enseignant Maire de Rodelle Vice-Président du Conseil Général                                             |

### Résultats électoraux détaillés
- Élections cantonales de 2004 : Jean-Michel Lalle (UMP) est élu au premier tour avec 61,9 % des suffrages exprimés, devant Christian Couderc (PS) (30,04 %) et Brigitte Puech (PCF) (8,06 %). Le taux de participation est de 71,16 % (3 768 votants sur 5 295 inscrits)[7].
- Élections cantonales de 2011 : Jean-Michel Lalle (UMP) est élu au second tour avec 55,99 % des suffrages exprimés, devant Philippe Carriere (RPR) (44,01 %). Le taux de participation est de 57,35 % (3 210 votants sur 5 597 inscrits)[8].

### Conseillers d'arrondissement (de 1833 à 1940)
| Période                                  | Période      | Identité                             | Étiquette       | Qualité |
| ---------------------------------------- | ------------ | ------------------------------------ | --------------- | --- |
| 1833                                     | 1839         | Héraclide Albenque                   | Constitutionnel | Avocat et avoué à Espalion                                                                                  |
| 1839                                     | 1848         | Louis-Henri Affre                    |                 | Avocat à Rodez                                                                                              |
| 1848                                     | 1852         | M. Sannier                           |                 | Avocat à Rodez                                                                                              |
| 1852                                     | 1867         | M. Bastide                           |                 | Propriétaire à La Roque, Bozouls                                                                            |
| 1867                                     | 1874         | Calixte Bonnenfan                    |                 | Notaire à Bozouls                                                                                           |
| 1874                                     | 1880         | M. Rames                             |                 | Propriétaire à Merlet, Bozouls                                                                              |
| 1880                                     | 1884 (décès) | M. Bastide-Stuart                    |                 | Ancien agent de change, propriétaire à Dalmayrac, Rodelle                                                   |
| 1884                                     | 1886         | Jean-François Yves Calixte Bonnenfan |                 | Notaire, maire de Bozouls, suppléant du juge de paix                                                        |
| 1886                                     | 1892         | Jules Vaurs                          |                 | Avocat, maire de La Loubière de 1884 à 1888                                                                 |
| 1892                                     | 1926 (décès) | Bernard Cabantous                    | Libéral         | Vétérinaire, propriétaire à Sébazac                                                                         |
| 1926                                     | 1934         | M. Vigouroux                         |                 | Médecin à Bozouls                                                                                           |
| 1934                                     | 1940         | Augustin-Louis Tabardel              | RG              | Agriculteur, maire de Sébazac                                                                               |
| 1940                                     |              |                                      |                 | Les conseils d'arrondissement ont été suspendus par la loi du 12 octobre 1940 et n'ont jamais été réactivés |
| Les données manquantes sont à compléter. |              |                                      |                 | |

## Composition
Le canton de Bozouls regroupait cinq communes et comptait 6 800 habitants (recensement de 2006 sans doubles comptes).
| Communes    | Population (2012) | Code postal | Code Insee |
| ----------- | ----------------- | ----------- | ---------- |
| Bozouls     | 2 329             | 12340       | 12033      |
| Gabriac     | 446               | 12340       | 12106      |
| La Loubière | 1 174             | 12740       | 12131      |
| Montrozier  | 1 279             | 12630       | 12157      |
| Rodelle     | 889               | 12340       | 12201      |

## Démographie
| 1962  | 1968  | 1975  | 1982  | 1990  | 1999  | 2006  | 2011  | 2012  |
| ----- | ----- | ----- | ----- | ----- | ----- | ----- | ----- | ----- |
| 4 592 | 4 447 | 4 560 | 5 150 | 5 529 | 6 117 | 6 800 | 7 160 | 7 222 |